# Моки, Франческо
Франческо Моки (итал. Francesco Mochi; 29 июля 1580, Монтеварки, Тоскана — 6 февраля 1654, Рим) — итальянский скульптор раннего барокко, работал в основном в Риме, Пьяченце и Орвието. Его ранние произведения, созданные в Орвието, иногда рассматривают в качестве первых скульптур в стиле барокко.

## Биография
Моки родился в Монтеварки 28 июля 1580 года в семье Лоренцо ди Франческо. Хорошее социальное положение семьи позволяет предположить, что он получил достойное образование. Вначале Франческо учился живописи у Санти ди Тито во Флоренции. Около 1599 года Франческо Моки переехал в Рим и продолжал обучение в мастерской венецианского скульптора Камилло Мариани.
Моки работал вместе со Стефано Мадерно над оформлением Капеллы Паолина в римской базилике Санта-Мария-Маджоре. Его первой крупной работой была скульптурная группа «Благовещение Марии», состоящая из двух статуй (Ангел завершен в 1605 году, статуя Девы Марии в 1608 году (Орвието, Музей произведений искусства Собора). «Фанфары, пробуждающие скульптуру от сна», как назвал это произведение выдающийся историк и теоретик искусства Рудольф Виттковер, «предвосхищают барокко своей сдержанной эмоциональностью». В этом произведении также находят влияние работ скульптора Джамболоньи.
Франческо Моки был одним из немногих скульпторов XVII века, который также был мастером литья бронзы. Он мастерски изготовил две конные бронзовые статуи герцогов Рануччо (1612—1620) и Алессандро Фарнезе (1620—1629) на площади Кавалли («Конной») в Пьяченце. В процессе работы он совершил поездку в Падую и Венецию, для изучения конных памятников — шедевров Донателло и Верроккьо. В этих произведениях Моки также очевидно оживает античное наследие — Конная статуя Марка Аврелия в Риме.
Скульптор вернулся из Пьяченцы в Рим, где, наконец, закончил долгожданную работу «Святая Марта» для семейной капеллы Барберини в церкви Сант-Андреа-делла-Валле (1609—1621). Однако в Риме он обнаружил, что все самые выгодные и крупные заказы получает знаменитый Джан Лоренцо Бернини. Этот факт повлиял на его самосознание и омрачал его гордость художника.
В 1633 году Франческо Моки избрали принцепсом (председателем) Академии Святого Луки. Для кардинала Барберини он создал Св. Иоанна Крестителя, ныне находящегося в Придворной церкви в Дрездене, бюст Карло Барберини (Музей Рима в Палаццо Браски). Другими работами того периода являются бюст Ладислао д’Аквино в церкви Санта-Мария-сопра-Минерва, бюст Арказио Риччи, епископа Гравины, для городского собора, бюст Помпилио Цуккарини, для базилики «Святых Марии и Мучеников» (римского Пантеона), Крещение Христа для капеллы Фальконьери в церкви Сан-Джованни-деи-Фиорентини (теперь в музее Палаццо Браски), статуи Святых Пётра и Павла (1638—1652) по заказу монахов базилики Сан-Паоло-фуори-ле-Мура, но размещенной на Порта-дель-Пополо.
Его позднеримские работы: «Крещение Иисуса» (1634) для Моста Мильвио (ныне в Палаццо Браски), Святой Фаддей (1641—1644, Орвието). Самым известным произведением Моки является одна из четырёх огромных пятиметровых мраморных статуй в средокрестии базилики Святого Петра — динамично, экспрессивно трактованная фигура Святой Вероники, которую сам скульптор считал шедевром своей старости — беспрецедентное изображение, в котором святая изображена в стремительном движении, как бы на бегу, демонстрирующая «Плат Вероники» (1629—1635). Работа, вызвавшая презрение Бернини, была, однако, одобрена как папой Урбаном VIII, так и группой художников и поэтов, восхвалявших её в серии стихов. Остальные три скульптуры создали Франсуа Дюкенуа (Святой Андрей), Дж. Л. Бернини (Святой Лонгин) и Андреа Больджи (Святая Елена).
Франческо Моки скончался в Риме, в доме на Виа Григориана, 6 февраля 1654 года, где ещё находились его последние работы: святые Пётр и Павел, группа «Крещение Христа», и был похоронен, согласно его воле, в базилике Сант-Андреа-делле-Фратте.

## Галерея

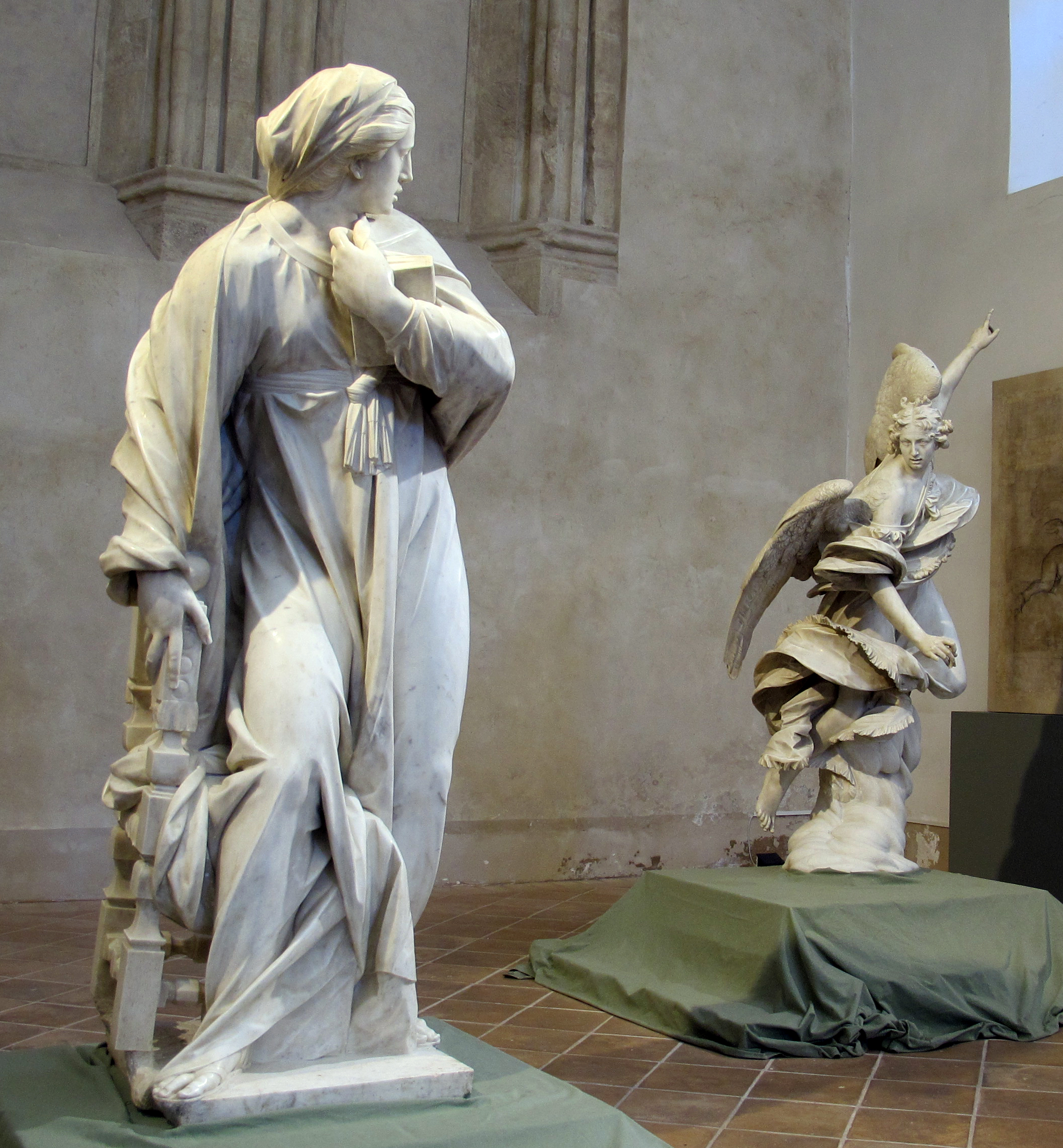
Благовещение. 1605—1608. Мрамор. Музей произведений искусства Собора, Орвието
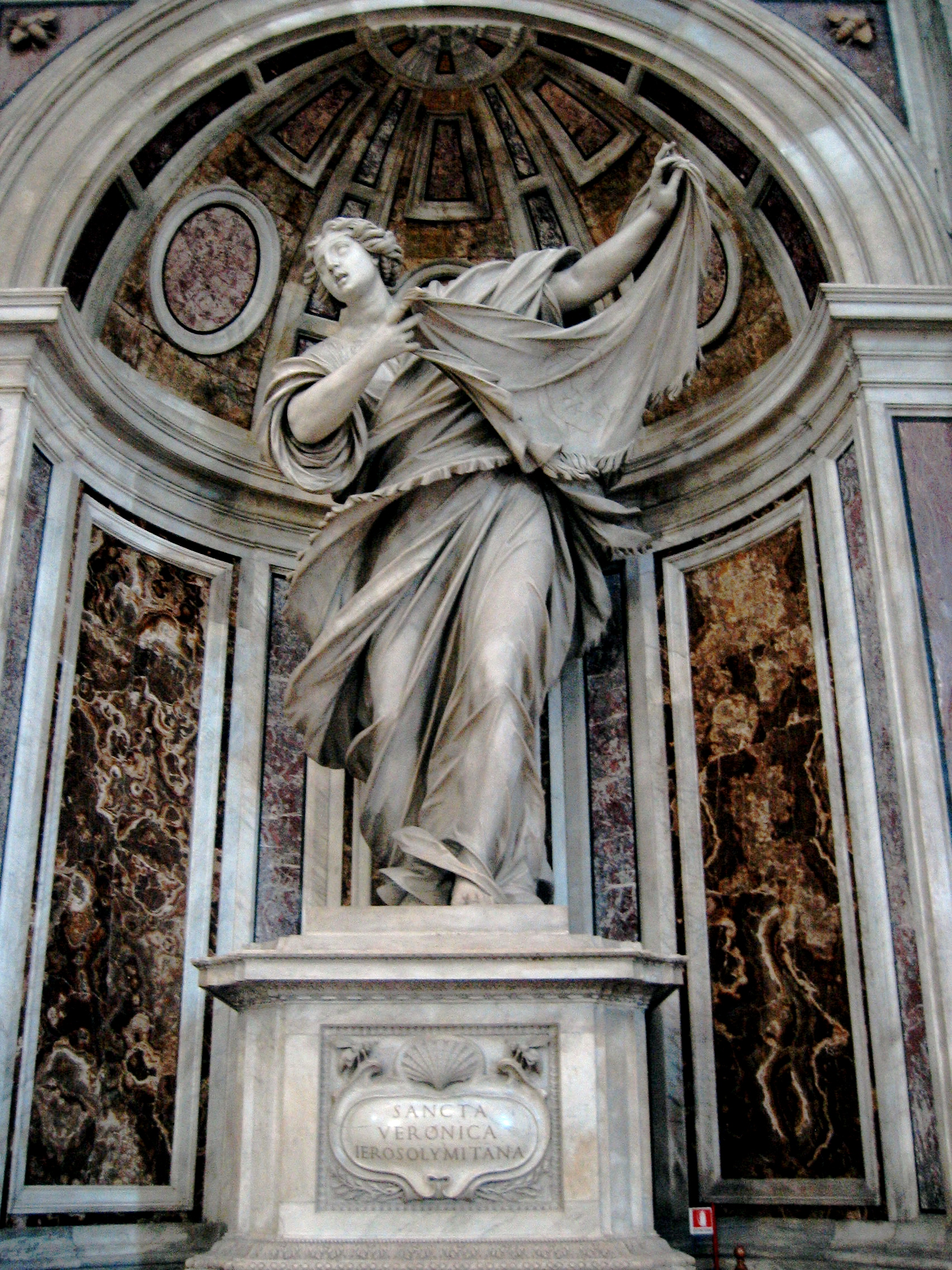
Святая Вероника. 1629—1635. Мрамор. Статуя средокрестия Собора Святого Петра, Ватикан
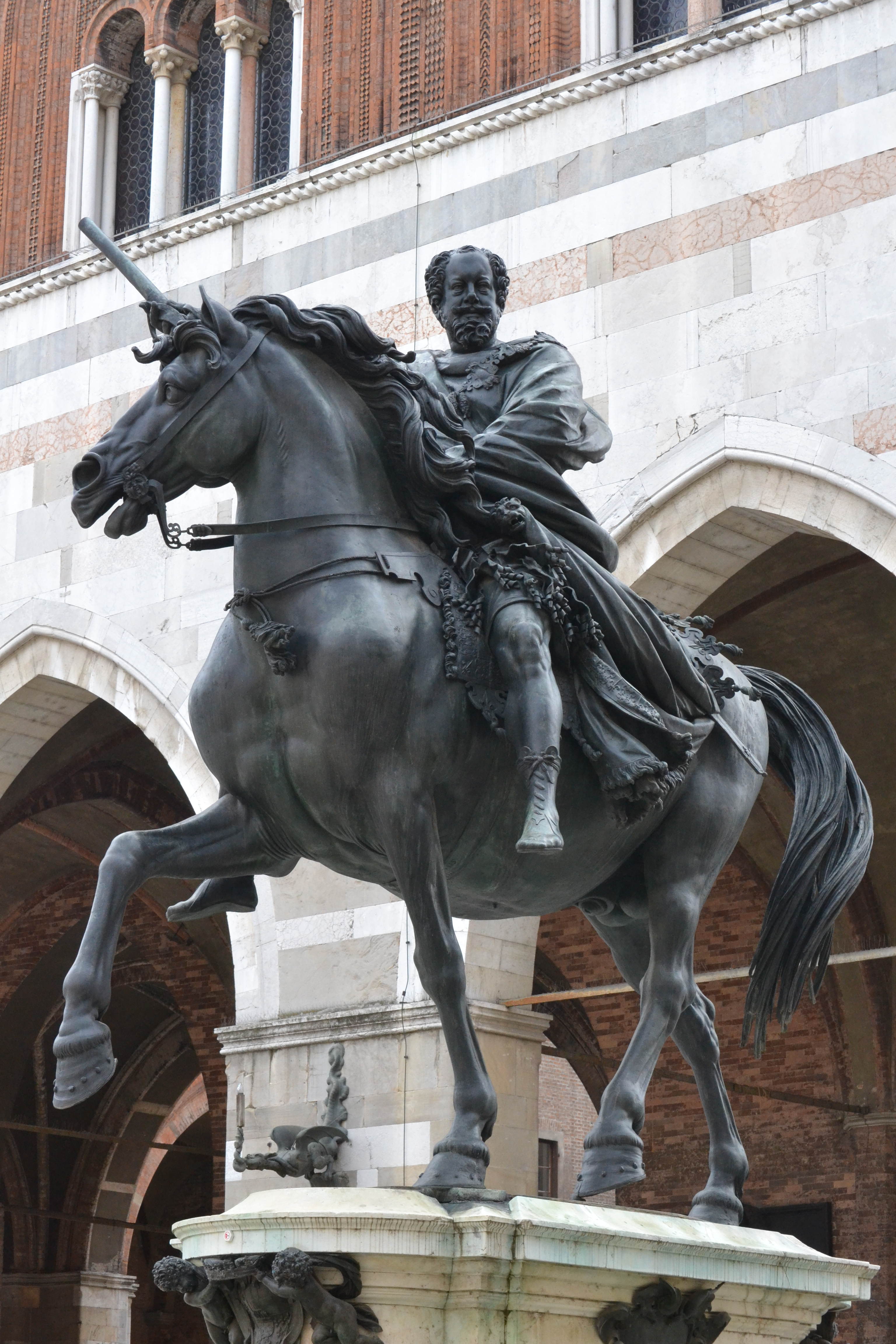
Конный монумент герцогу Рануччо Фарнезе. 1612–1620. Бронза. Пьяцца Кавалли, Пьяченца
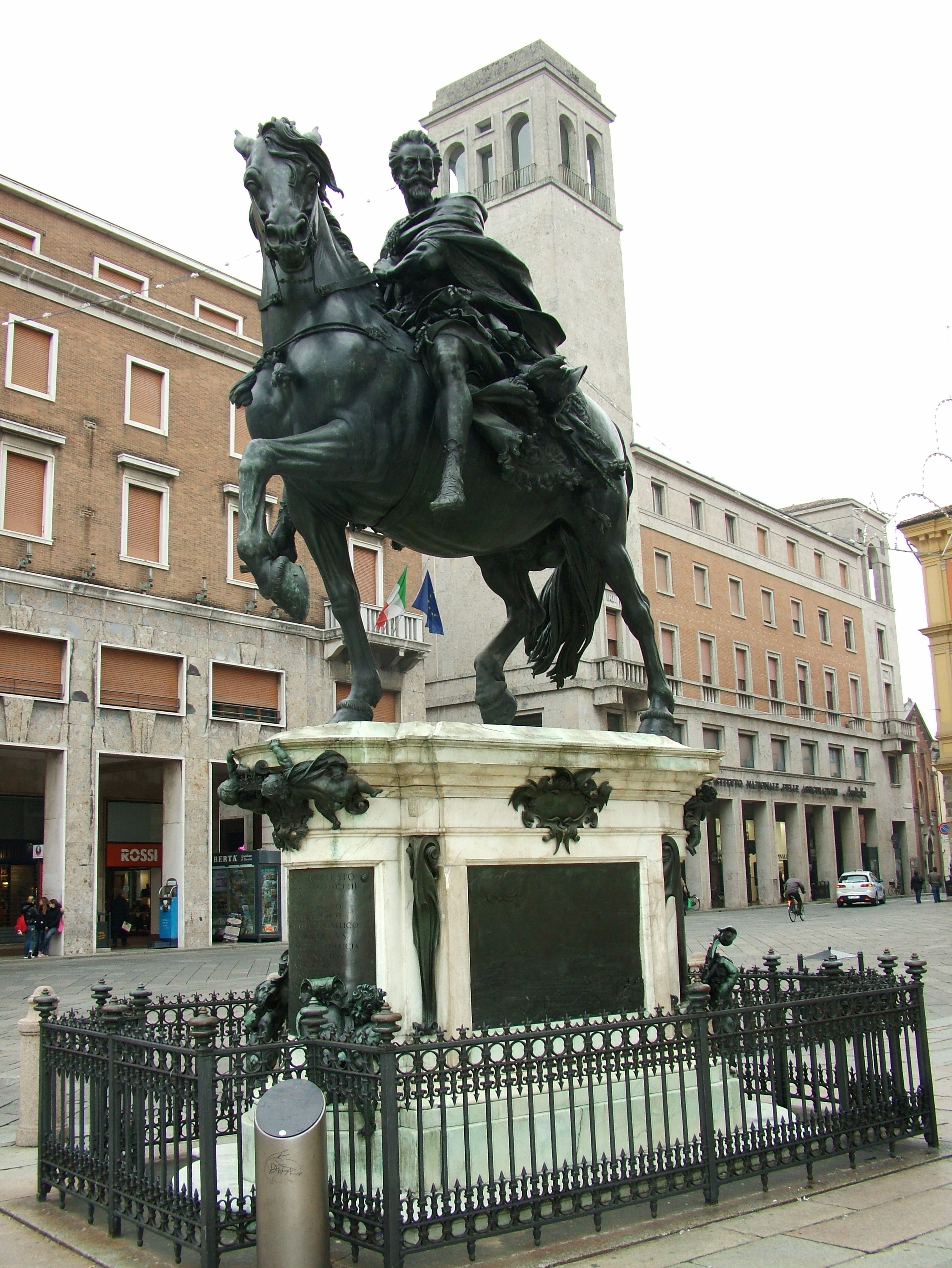
Конный монумент герцогу Алессандро Фарнезе. 1620–1629. Бронза. Пьяцца Кавалли, Пьяченца
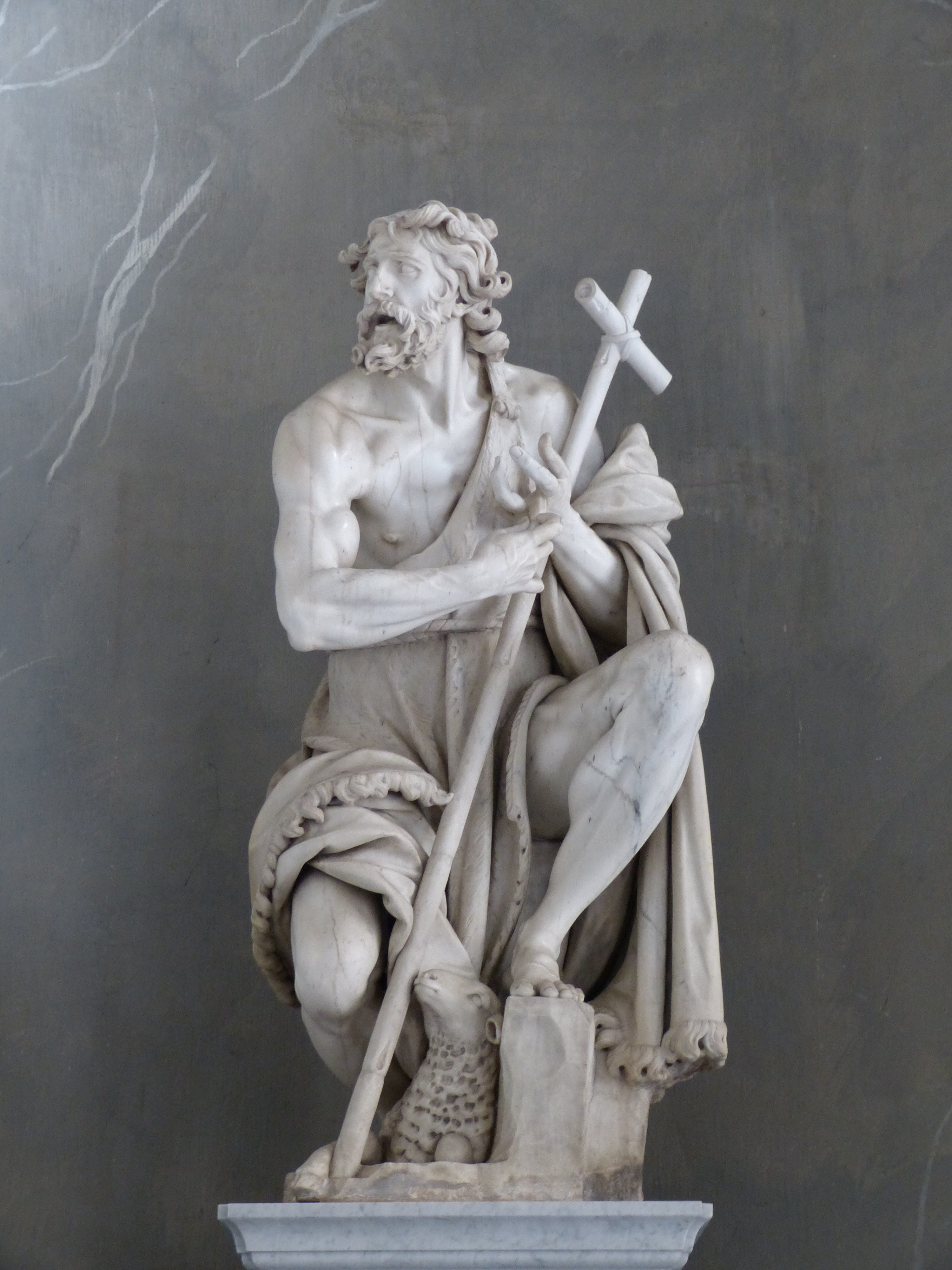
Иоанн Креститель. Хофкирхе (Придворная церковь), Дрезден
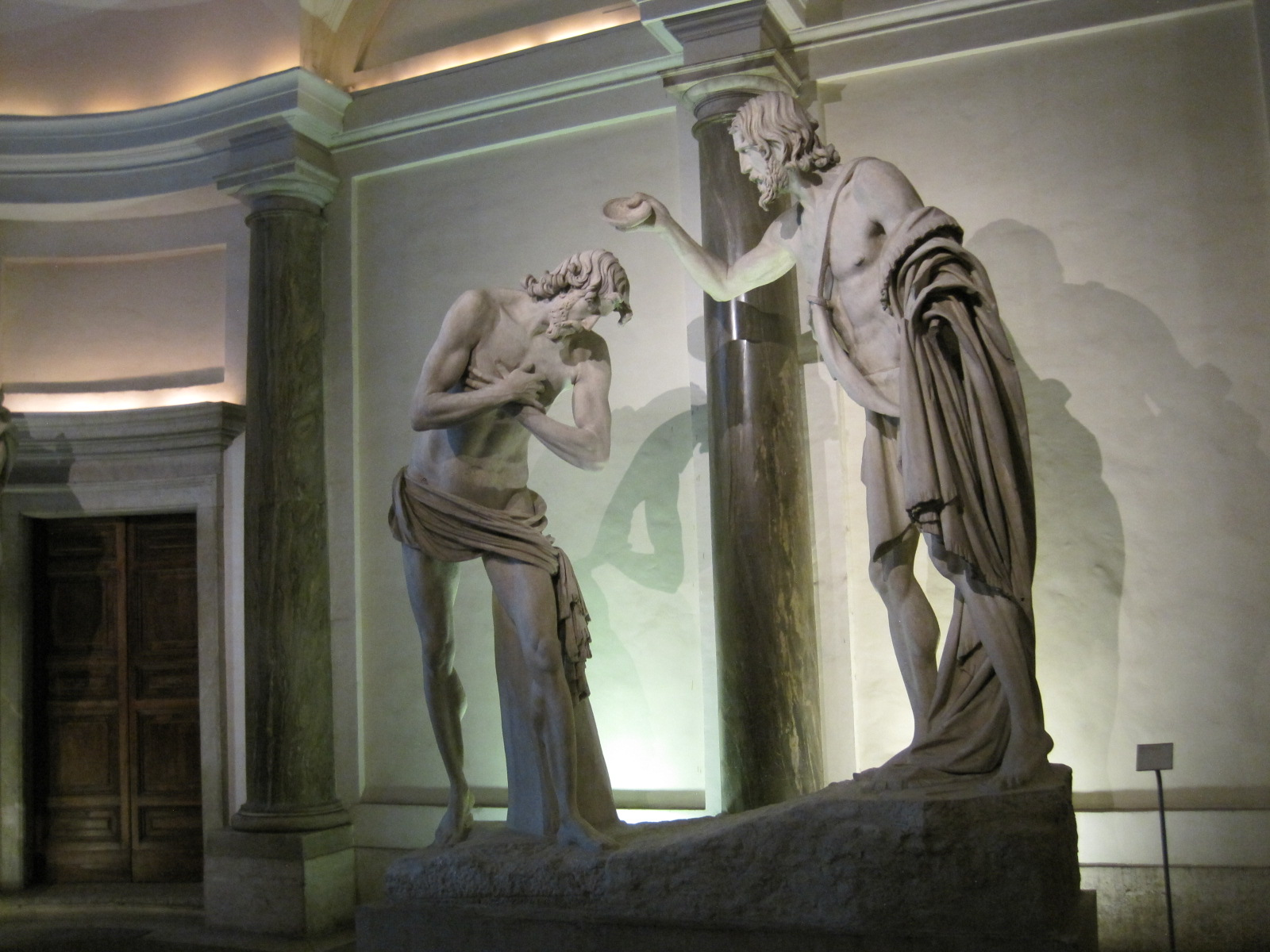
Ф. Моки. Крещение Христа. 1634. Мрамор. Скульптурная группа перенесена в 1850 году от павильона Моста Мильвио